# Husnesfjorden
Husnesfjorden er en del af Hardangerfjorden i Vestland fylke i Norge. Fjorden ligger øst for øen Stord, nord for Halsnøya og Husnes i Kvinnherad og syd for Huglo og Tysnes. Fjorden er en fortsættelse af Halsnøyfjorden og går videre 18 kilometer  mod nordøst  som Kvinnheradsfjorden.
Husnesfjorden har indløb mellem Hysstadøerne ved Leirvik på Stord i vest og Halsnøy Kloster i øst. Herifra følger den kommunegrænsen mellem Stord og Kvinnherad mod nordøst på sydsiden af Huglo. På vestsiden går Langenuen mod nord til Selbjørnsfjorden mellem Stord og Tysnes. Nord for Halsnøya ligger landsbyen Sunde på fastlandet. Her går der færge over til Ranavik på Halsnøy og videre til Skjersholmane på Stord. Nord for Sunde ligger landsbyen Husnes, som fjorden har fået navn efter. Fjorden fortsætter mod nord til Herøysund hvor Kvinnheradsfjorden starter. 
Nordøst for Huglo, som hører til Stord kommune, ligger Skorpo i Tysnes kommune. Fra Skorpo og mod nordøst ligger der flere øer. Først kommer Flornes, som er en del af Tysnesøya, så Seløya, Midtøya og Ånuglo, som er den østlige grænse for indløbet til Kvinnheradsfjorden.